# Marie Bouzková
Marie Bouzková (Praga, 21 luglio 1998) è una tennista ceca.
Nel corso della sua carriera, in singolare ha vinto due titoli WTA su otto finali disputate e raggiunto i quarti di finale a Wimbledon 2022, arrivando alla posizione n.24 il 12 dicembre 2022.
In doppio invece ha vinto cinque tornei WTA e ha raggiunto il 6 maggio 2024 il suo miglior piazzamento alla 15ª posizione.

## Carriera

### 2013-2014
Dopo aver tentato la qualificazione al torneo WTA di Katowice, Marie debutta nel circuito ITF al torneo di Zlín nel 2013, dove perde subito al primo turno. Riesce a fare meglio ad agosto al torneo ITF di Praga, dove raggiunge il secondo turno, ma poi perde contro Eva Rutarova. L'anno successivo ottiene subito un secondo turno al torneo ITF di Rancho Santa Fe, ma all'inizio di marzo si spinge fino in semifinale al torneo ITF di Gainesville, dove viene battuta da Katerina Kramperova. Dopo aver tentato la qualificazione ancora al torneo WTA di Katowice, a fine settembre raggiunge la semifinale al torneo ITF di Amelia Island, perdendo contro Edina Gallovits-Hall. La settimana successiva poi vince il suo primo titolo ITF al torneo di Hilton Head Island, battendo Natal'ja Vichljanceva per 7–5, 6–1. In chiusura d'anno raggiunge i quarti al torneo ITF di Toronto.

### 2015
A febbraio debutta in un torneo WTA ad Acapulco, dove viene subito sconfitta da Sesil Karatančeva. In seguito prova ancora a qualificarsi al torneo WTA di Katowice e a quello di Praga, ma senza riuscirsi. Dopo vari primi turni, al torneo ITF di Grand Baie La Croisette, a metà giugno vince il titolo sia in singolare che in doppio. La settimana dopo vince ancora il titolo ITF al secondo torneo di Grand Baie La Croisette e quella successiva ottiene il titolo ITF al torneo di La Possession. Dopo la semifinale raggiunta al torneo ITF di Horb, arriva in finale nel torneo ITF di Pörtschach, ma perde contro Julia Grabher per 6(5)–7, 1–6. In chiusura d'anno ottiene la semifinale al torneo ITF di Monterrey.

### 2016
L'anno inizia con la finale raggiunta al torneo ITF di Fort-de-France, dove poi perde contro Irina Ramialison per 6(3)–7, 2–6, ma si riprende subito da questa sconfitta, vincendo il torneo ITF di Petit-Bourg, battendo Theo Gravouil. A metà febbraio vince il suo sesto titolo ITF in singolare al torneo di Cuernavaca, battendo Lauren Albanese. In seguito nei tornei di Monzon e Puszczykowo vince ancora il titolo ITF in singolare, mentre ai successivi tornei ITF di Braunschweig e Toruń raggiunge i quarti di finale. Dopo vari secondo turni in tornei ITF a metà settembre perde subito al primo turno di qualificazione al torneo WTA di Québec e raggiunge i quarti al torneo ITF di Albuquerque. Chiude l'anno con tre secondi turni ai tornei ITF di Las Vegas, Saguenay e Toronto.

### 2017
L'anno inizia con un primo turno al torneo ITF di Daytona Beach ma a fine gennaio raggiunge la semifinale al torneo ITF di Burnie, perdendo contro Asia Muhammad. A metà febbraio ritorna a vincere ottenendo il titolo ITF in singolare al torneo di Perth. Dopo aver perso nel primo turno di qualificazione del torneo WTA di Acapulco, vince il titolo ITF anche al torneo di Orlando. All'inizio di aprile accede al torneo WTA di Bienne, ma perde subito contro Barbora Strýcová; in seguito al torneo ITF di Chiasso raggiunge la semifinale. Ad inizio maggio al torneo di Monzón raggiunge la finale ma perde contro Georgina García Pérez per 1–6, 3–6. In seguito perde al primo turno nel torneo WTA di Norimberga e perde al secondo turno di qualificazione a Wimbledon. A metà luglio raggiunge la semifinale al torneo ITF di Granby e poi partecipa alle qualificazioni dello US Open perdendo subito al primo turno. Raggiunge un'altra finale al torneo ITF di Stillwater ma viene sconfitta da Aleksandra Wozniak. In seguito non si qualifica al torneo WTA di Lussemburgo. Chiude l'anno partecipando a tre tornei WTA 125s: a Hua Hin e Taipei raggiunge il secondo turno, mentre a Mumbai si ferma al primo turno.

### 2018

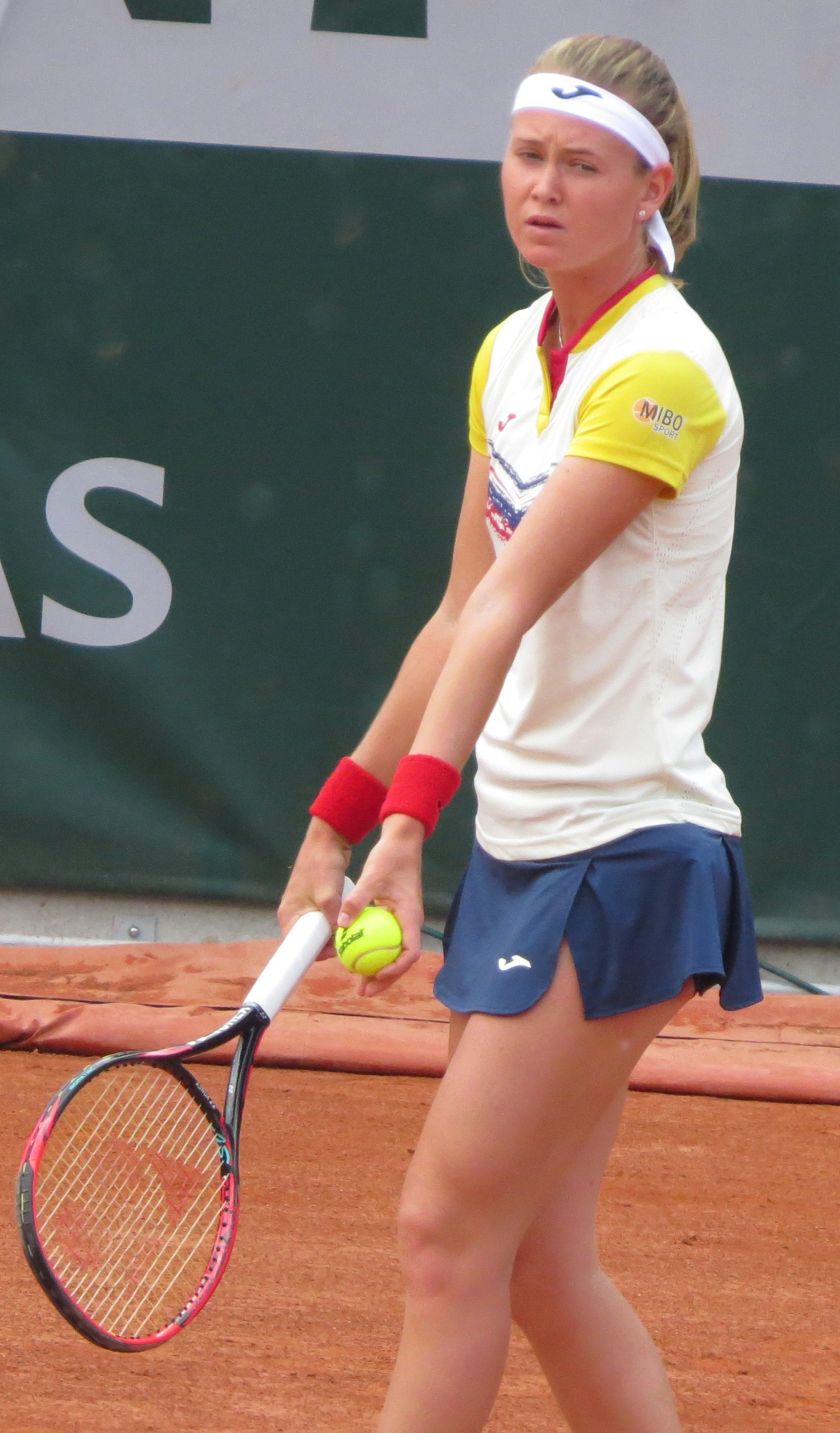
Marie Bouzková all'Open di Francia 2018

L'anno inizia con la semifinale al torneo ITF di Playford; in seguito tenta la qualificazione agli Australian Open, ma perde nell'ultimo turno di qualificazione. Dopo un primo turno al torneo WTA 125s di Newport Beach, raggiunge la semifinale anche al torneo ITF di Surprise. Poi fallisce la qualificazione al torneo WTA di Acapulco, ma vince il titolo ITF al torneo di Irapuato battendo in finale Kristína Kučová. Partecipa al torneo WTA di Monterrey, dove perde al primo turno, mentre non si qualifica a Lugano, Stoccarda e Praga. Al torneo ITF di Monzón raggiunge i quarti in singolare e in doppio, in coppia con Ana Sofía Sánchez, ma non riesce a qualificarsi per il Roland Garros, perdendo nel secondo turno. A metà giugno raggiunge i quarti all'ITF di Manchester e poi fallisce la qualificazione anche al torneo di Wimbledon. Si riprende subito e raggiunge la semifinale al torneo ITF di Astana; la settimana successiva raggiunge la semifinale in doppio al torneo ITF di Granby. Dopo i quarti all'ITF di Lexington, a fine agosto riesce a qualificarsi ad uno Slam, gli US Open, dove però perde subito al primo turno contro Ana Bogdan. In seguito non si qualifica al WTA 125s di Chicago, ma raggiunge il secondo turno WTA di Québec. A fine stagione raggiunge la semifinale al torneo ITF di Macon e i quarti sia in doppio che in singolare all'ITF di Las Vegas. Chiude l'anno con un primo turno al WTA 125s di Houston.

### 2019: prima semifinale in un Premier 5 e prima finale WTA 125k
Inizia l'anno qualificandosi per il torneo di Brisbane. Qui supera al primo turno in rimonta Samantha Stosur (4–6, 6–2, 6–2), prima di cedere alla Top 5 Karolína Plíšková, che ha la meglio per 7–5, 6–2. Agli Australian Open non va oltre il primo turno di qualificazioni, mentre nel Challenger di Newport viene sconfitta al secondo turno da Bianca Andreescu, futura campionessa, per 6–1, 6–2. Partecipa al torneo ITF di Midland e raggiunge la semifinale in doppio con Jil Teichmann. Lo stesso risultato arriva anche al torneo ITF di Surprise. Non fa meglio ad Acapulco, dove viene estromessa all'esordio da Wang Yafan con un doppio 6–2. Non supera le qualificazioni di Indian Wells e a Miami. Tuttavia, raggiunge la prima finale WTA 125k a Guadalajara, venendo sconfitta pesantemente da Veronika Kudermetova, la quale le lascia solamente due games. Non si qualifica poi per il torneo di Monterrey e prende parte al torneo ITF di Istanbul, dove raggiunge la semifinale in singolare, mentre in doppio vince il titolo con Rosalie Van der Hoek. A Praga invece viene eliminata all'esordio da Antonia Lottner per 6–1, 6–4. Al torneo ITF di Monzón, raggiunge poi la semifinale in singolare. Stessa sorte le tocca anche al Roland Garros, stavolta per mano di Bianca Andreescu (5–7, 6–4, 6–4). Non va oltre le qualificazioni a Birmingham, mentre a Wimbledon si sbarazza di Mona Barthel, per poi cedere a Maria Sakkarī. A metà luglio al torneo di Astana, vince il titolo ITF sia in singolare che in doppio con Vivian Heisen. Sul suolo americano a San Jose viene sconfitta da Coco Vandeweghe per 6–2, 6–4. Prende parte al torneo canadese di Toronto raggiungendo a sorpresa la semifinale. Partendo dalle qualificazioni, supera in ordine: Jovana Jakšić per 6–1, 7–5; Sachia Vickery per 6–3, 6–2; Leylah Annie Fernandez per 6–0, 6–1; Sloane Stephens, numero otto del ranking, per 6–2, 7–5; Jeļena Ostapenko, ex numero cinque del mondo, con un doppio 6–2 e Simona Halep, numero quattro del ranking, la quale si ritira dopo aver perso il primo set per 4–6 per un problema al tendine d'Achille. La semifinale la vede opposta a Serena Williams, idolo della ceca, contro la quale subirà una rimonta per 6–1, 3–6, 3–6. Per quanto riguarda il ranking, si spinge fino alla posizione n° 53, suo best ranking. Si presenta agli US Open, ma non va oltre il primo turno sconfitta da Ajla Tomljanović. Disputa il torneo di Guangzhou raggiungendo i quarti di finale con le vittorie su Xun Fangying per 6–3, 2–6, 7–6 e usufruendo del ritiro della Top 10 Elina Svitolina, sul punteggio di 6–4, 4–3 in favore alla ceca. Tuttavia, verrà poi sorpresa da Anna Blinkova. Prende parte a Wuhan, dove raccoglie una facile vittoria all'esordio contro Tamara Zidanšek, per cedere poi all'ottava testa di serie Wang Qiang con un doppio 3–6. Nell'ultimo torneo di categoria Premier Mandatory della stagione, il China Open, non va oltre le qualificazioni, poiché è costretta al ritiro nel match contro Andrea Petković.

### 2020: Top 50 e prima finale WTA
Apre il nuovo decennio accedendo al main draw a Brisbane, grazie alle vittorie su Kaia Kanepi per 7–5, 6–3, Lizette Cabrera per 7–5, 6–4 e Veronika Kudermetova per 7–5, 4–6, 6–3. Tuttavia, all'esordio subisce una netta vittoria da parte di Madison Keys, testa di serie numero otto. Non fa meglio nemmeno a Hobart, dove viene rimontata da Catherine Bellis, tornata in campo dopo quasi due anni; in coppia con Zidanšek raggiunge la semifinale, sconfitta da Kičenok/Mirza. Nel primo Slam della stagione, gli Australian Open, viene eliminata al primo turno dalla campionessa uscente Naomi Ōsaka, con il punteggio di 2–6, 4–6. A causa degli scarsi successi, decide di prendere parte a un torneo ITF negli USA. Qui è la favorita alla vittoria del titolo, ma, in seguito alle vittorie su Mayo Hibi e Verónica Cepede Royg, viene estromessa nei quarti di finale da Françoise Abanda (7–6(2) 6(6)–7 4–6). Il calvario continua ad Acapulco, dove viene sconfitta in tre sets da Tatjana Maria all'esordio. Nonostante ciò, raggiunge la finale nell'International di Monterrey, la prima nel circuito maggiore. Nel corso del torneo, si impone senza perdere nemmeno un set su: Kristína Kučová, Anna Karolína Schmiedlová, Wang Yafan e Johanna Konta (n° 17 del mondo). In finale affronta la Top 10 Elina Svitolina, dalla quale verrà sconfitta con il punteggio di 7–5, 4–6, 6–4. A fine torneo, entra per la prima volta nella Top 50, precisamente alla 47ª posizione della classifica.
Tra marzo e agosto, a causa della pandemia mondiale di COVID-19, il mondo del tennis è costretto a fermarsi: vengono annullati tutti i tornei previsti (compreso Wimbledon) e vengono rinviati i giochi olimpici di Tokyo al 2021.
Bouzková riprende a giocare sul cemento di Lexington: esordisce con una vittoria su Johanna Konta (n°15 del mondo), colta per 6–4, 6–4. Al secondo turno, elimina Anna Blinkova, con lo score di 6–4, 6–2, accedendo ai quarti di finale; nella circostanza, viene sconfitta da Jennifer Brady (poi campionessa) con il netto punteggio di 1–6, 2–6. Partecipa poi al Western & Southern Open, straordinariamente disputato a New York: al primo turno estromette la qualificata Kalinskaja per 6–1, 7–5 mentre, al secondo turno, batte la connazionale Petra Kvitová con lo score di 2–6, 7–5, 6–2, centrando la vittoria più importante della stagione. Agli ottavi, cede il passo ad Anett Kontaveit (3–6, 3–6). Grazie al risultato, raggiunge il suo best-ranking, al n°46 del mondo. Agli US Open delude le aspettative, uscendo all'esordio contro Pegula (6–3, 2–6, 6(3)–7). In seguito, si sposta sulla terra Europea, per disputare i tornei di Roma e Parigi: nel torneo italiano raggiunge il secondo turno, fermata da Rybakina in due set; nello slam francese, viene immediatamente estromessa da Kaia Kanepi, con lo score di 6–4, 4–6, 2–6. Chiude l'anno disputando le qualificazioni per il premier di Ostrava: viene eliminata al secondo turno da Dar'ja Kasatkina.
Termina l'anno al n°52 del mondo.

### 2021: 3° finale WTA in singolare e primi titoli in doppio

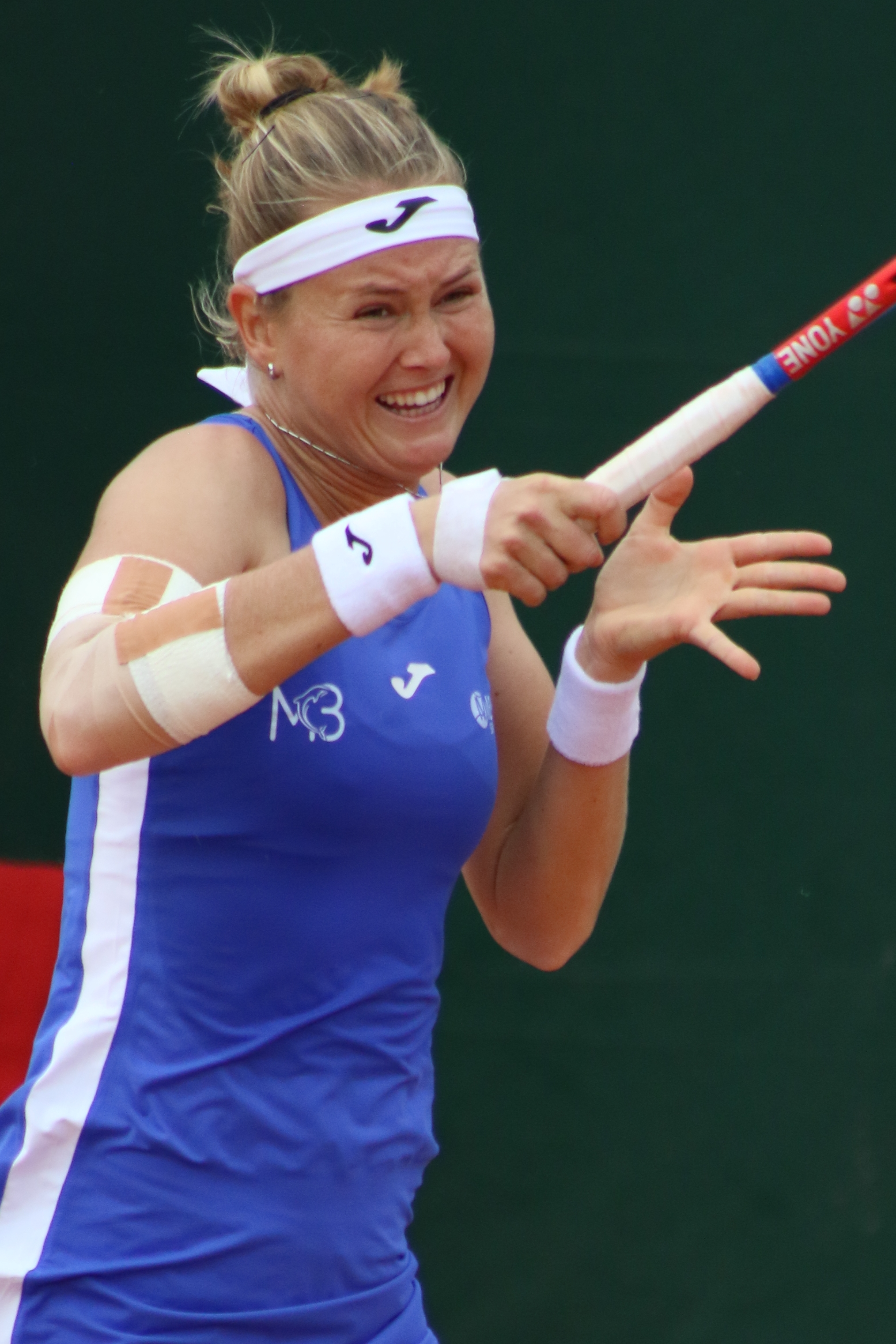
Marie Bouzková nel 2021

Bouzková inizia l'anno allo Yarra Valley Classic di Melbourne, dove è testa di serie n°16. Al primo turno, elimina nettamente Sam Stosur, ex-campionessa slam, con lo score di 6–2, 6–0. Al secondo turno, trova la spagnola Bolsova: la ceca riesce a prevalere in tre set, per 6–3, 6(6)–7, 6–2. La sua avventura si ferma agli ottavi, sconfitta dalla n°1 del mondo Ashleigh Barty in tre set (0–6, 6–4, 3–6). Agli Australian Open, cede all'esordio a Elina Svitolina, nella riedizione della finale del torneo di Monterrey 2020. In seguito, si presenta al Phillip Island Trophy, dove è la 13° forza del seeding; passa i primi tre turni battendo Kovinić (3–6, 5–0 e ritiro), Zhu (6–4, 6–2) e Da Silva-Fick (6–1, 6–1). Ai quarti, perde il primo set del suo torneo contro Jil Teichmann, ma riesce a vincere ugualmente la partita (6–3, 4–6, 6–2), approdando in semifinale, dove affronta Bianca Andreescu. Bouzková centra la 4° vittoria in carriera su una top-10, battendo la canadese per 6(9)–7, 6–2, 7–5 e accedendo alla sua 3° finale WTA della carriera. Nella circostanza, cede a Dar'ja Kasatkina dopo aver vinto il primo set (6–4, 2–6, 2–6). Nella settimana successiva, la ceca raggiunge la seconda semifinale dell'anno a Guadalajara, dopo aver regolato Bara (6–3, 2–6, 6–3), Buzărnescu (6–3, 6–2) e Schmiedlová (6–4, 6–2); nel penultimo atto, cede a Sara Sorribes Tormo in due set. Dopo una sconfitta all'esordio sul cemento di Miami, Marie dà inizio in quel di Charleston alla stagione su terra: dopo un successo su Babos, perde in tre set lottati da Ajla Tomljanović (6–4, 5–7, 5–7). Fa male nelle successive due uscite di Stoccarda e Madrid, dove esce di scena al primo turno. Non va meglio al Roland Garros, dove si arrende all'esordio alla connazionale Siniaková in tre set. Sull'erba, dopo una sconfitta al secondo turno a Nottingham, centra il terzo quarto di finale della stagione a Birmingham, grazie ai successi su Hsieh e Garcia; tra le ultime otto, cede a Coco Vandeweghe per 4–6, 4–6. In seguito, infila quattro sconfitte consecutive all'esordio; continua il periodo negativo a Cincinnati, dove non passa le qualificazioni e a Chicago, dove perde all'esordio da Rebecca Peterson. Agli US Open, pesca al primo turno Naomi Ōsaka, testa di serie n°3: viene sconfitta in due set (4–6, 1–6). Partecipa poi al torneo di Lussemburgo, dove torna nei quarti WTA grazie ai successi su Zhang e Minnen; tra le ultime otto, cede a Clara Tauson. Al '250' di Chicago e a Indian Wells esce al primo round. Termina l'anno al n°89 del mondo.
In doppio, Bouzková raggiunge la seconda finale WTA della carriera a Charleston assieme a Lucie Hradecká: le due perdono da Melichar/Schuurs. Sull'erba di Birmingham, Marie centra il suo primo titolo nella specialità, vincendo l'ultimo atto su Jabeur/Perez per [10–8] al super-tiebreak. Le due ceche colgono poi i quarti a Wimbledon (il primo in carriera per Bouzková), dove vengono estromesse da Aoyama/Shibahara. Nel torneo di casa di Praga, Hradecká e Bouzková ottengono il secondo trofeo stagionale, battendo in finale Kužmová/Stojanović in due set. Le due arrivano anche ai quarti di finale dello US Open, dove perdono da Stefani/Dabrowski. Chiude l'anno al n°34 del mondo.

### 2022: quarti di finale a Wimbledon, primo titolo WTA e top-30
Bouzková inizia l'anno ad Adelaide: la ceca batte Francesca Di Lorenzo e Anna Blinkova, qualificandosi per il main-draw. Al primo turno, elimina Despina Papamichail; al secondo turno, si arrende a Elena Rybakina in due set. All'Australian Open ottiene per la prima volta in carriera il secondo turno, sconfiggendo Rebecca Marino. Ai sessantaquattresimi, cede a Kaia Kanepi. Prende poi parte al torneo di Guadalajara: la ceca rimonta la n°7 del seeding Misaki Doi e poi si impone su Lucia Bronzetti. Nei quarti, estromette Sara Sorribes Tormo, vendicandosi della semifinale persa un anno prima nella stessa località. Nel penultimo atto, Marie vince con un doppio 6–3 su Qiang Wang, approdando alla sua 4ª finale WTA della carriera. Come successo negli altri tre casi, Bouzková non riesce a conquistare il suo primo titolo, perdendo da Sloane Stephens (5–7, 6–1, 2–6). La settimana dopo, si presenta a Monterrey, dove giunge ai quarti battendo Errani e Martić; tra le ultime otto, cede il passo a Beatriz Haddad Maia al tie-break del terzo set. A Indian Wells, dopo aver passato le qualificazioni, elimina Qiang Wang e la n°14 del seeding Jessica Pegula in rimonta; nei sedicesimi, è costretta al ritiro contro Kudermetova, sul 4–6, 2–0. Anche a Miami supera le quali per poi estromettere Siegemund. Nel turno seguente, viene battuta da Paula Badosa. Dopo un primo turno a Istanbul, figura bene a Madrid, dove entra nel tabellone principale battendo in due set Ferro e Kovinić per poi imporsi sulla top-10 e connazionale Karolína Plíšková e su Dajana Jastrems'ka; negli ottavi, viene rimontata dalla russa Aleksandrova. Agli Open di Francia si ritira prima del suo match di secondo turno contro Mertens.
Sull'erba, disputa a Wimbledon un ottimo torneo: estromette la recente finalista degli Australian Open e top-10 Danielle Collins (5–7 6–4 6–4) per poi imporsi su Ann Li in due set; al terzo turno, elimina la terza americana consecutiva, Alison Riske-Amritraj, raggiungendo gli ottavi di uno slam per la prima volta in carriera. Con il successo su Caroline Garcia, Bouzková si spinge fino ai quarti di finale, dove si arrende a Ons Jabeur. 
In luglio, partecipa al torneo di casa a Praga, dove è accreditata della testa di serie n°8: la ceca raggiunge la finale senza perdere set contro Kraus, Šalková, Selechmet'eva e Nosková; alla sua quarta finale WTA, Bouzková riesce a conquistare il suo primo titolo nel circuito maggiore, sconfiggendo la settima forza del seeding Anastasija Potapova con lo score di 6–0, 6–3.
Dopo il secondo turno a Cincinnati e allo US Open, Marie raggiunge la sua prima semifinale '1000' a Guadalajara, dove si arrende alla top-10 Sakkarī.
Termina l'anno al n°26 del mondo, raggiungendo nel corso della stagione un best-ranking al n°24.

### 2023: 5ª finale WTA in singolare; primo titolo '1000' e prima semifinale slam in doppio
Bouzková inizia l'anno disputando la nuova competizione per nazionali, la United Cup; la Repubblica Ceca è inserita nel gruppo C assieme a Stati Uniti e Germania. Nel tie contro gli USA, Marie perde il suo singolare contro Madison Keys e, alla fine, la nazionale ceca cederà per 4–1 la prima sfida. Vincendo su Niemeier, Bouzková dà una mano alla propria nazione a concludere positivamente la sfida con la Germania (3–2). La vittoria degli USA sulla Germania nell'ultima giornata condanna tuttavia la nazionale ceca al secondo posto nel girone e all'uscita di scena dalla United Cup.
A Hobart, Marie esce al secondo turno contro Anna Blinkova. All'Australian Open, si arrende subito a Bianca Andreescu. Non va meglio nella trasferta mediorientale, dove Bouzková raccoglie al massimo il secondo turno di Dubai. A Monterrey perde immediatamente da Schmiedlová; a Indian Wells, dopo il bye, racimola due giochi contro Vondroušová. A Miami, dopo il bye, batte Blinkova prima di cedere alla top 5 Sabalenka.
Sulla terra, coglie come miglior prestazione il quarto turno a Roma, eliminando ai sedicesimi la top10 Coco Gauff; negli ottavi, si arrende a Veronika Kudermetova. Al Roland Garros, viene subito estromessa a Xinyu Wang.
Sull'erba, dopo due uscite premature a Birmingham e Eastbourne, gioca a Wimbledon, dove è la 32° testa di serie: al primo turno, elimina la qualificata Simona Waltert; al secondo round, sconfigge Anett Kontaveit al suo ultimo torneo in carriera mentre, al terzo turno, prevale sulla n°5 del mondo Caroline Garcia con il punteggio di 7–6(0) 4–6 7-5, tornando agli ottavi dello slam londinese per il secondo anno consecutivo. Nella circostanza, Bouzková perde il derby ceco contro la futura campionessa Markéta Vondroušová, non riuscendo a confermare i quarti del 2022.
Sul cemento americano, ottiene gli ottavi nel '1000' di Montréal (cedendo a Kasatkina) e i quarti nell'altro '1000' di Cincinnati, battendo la top5 Pegula negli ottavi con un netto 6–4, 6–0; tra le ultime otto, è costretta al ritiro contro Muchová. Allo US Open, raggiunge per la prima volta in carriera il terzo turno, estromettendo Krueger e Martić; nei sedicesimi, viene sconfitta da Ons Jabeur in tre parziali.
Nella trasferta asiatica, esce subito a Pechino e coglie i quarti a Seul, dove cede a Yuan. A Nanchang, Marie ottiene la prima finale WTA dell'anno: da terza testa di serie, estromette von Deichmann, Anšba, Osorio e Šnaider senza cedere alcun set nel percorso. Nel match valevole per il titolo, Bouzková cede il derby ceco a Kateřina Siniaková con lo score di 6–1, 6(5)–7, 6(4)–7 in oltre tre ore di gioco, non riuscendo a convertire tre championship-points sia nel secondo che nel terzo set. Termina la stagione al n°34 del mondo.
In doppio, la ceca disputa i principali tornei con la spagnola Sara Sorribes Tormo: le due colgono i quarti a Parigi e poi la prima semifinale major a Wimbledon, sconfitte soltanto dalle future campionesse Hsieh/Strýcová. A ottobre, le due conquistano il titolo più prestigioso della loro carriera nel '1000' di Pechino, superando Olmos/Chan in finale al super-tiebreak. Con Mattek-Sands, vince il quinto titolo WTA a Seul. Termina la stagione al n°23 del mondo.
A fine 2023 ingaggia Conchita Martínez come nuova allenatrice.

### 2024

#### Singolare: 6ª finale WTA
Marie apre l'anno a Auckland, dove esce di scena ai quarti per mano di Svitolina. A Hobart si ferma al secondo turno contro Putinceva. All'Australian Open, dove è testa di serie n°31, si arrende all'esordio alla giovane connazionale Linda Nosková (1-6 5-7). Tra Abu Dhabi, Doha e Dubai raccoglie solo una vittoria su quattro match. A Indian Wells, dopo il successo su Sara Sorribes Tormo, perde da Anastasija Potapova; a Miami cede all'esordio a Lin Zhu.
Sulla terra, partecipa al torneo di Bogotà, dove è accreditata della testa di serie n°1: per la prima volta in stagione, infila tre vittorie di fila, eliminando Marino, Baptiste e Siegemund. In semifinale, batte Kamilla Rachimova per 6-4 7-6(2), accedendo così alla sesta finale WTA della carriera, la prima in assoluto sul rosso; nel match valevole per il titolo, Bouzková cede a Camila Osorio con lo score di 3-6 6(5)-7. Dopo un secondo round a Strasburgo, prende parte al Roland Garros: per la prima volta in carriera, si spinge fino al terzo turno, estromettendo Kudermetova e Fett; nei sedicesimi, si arrende a Iga Świątek, futura trionfatrice.

#### Doppio: ingresso in top-20
La ceca inizia la stagione con Bethanie Mattek-Sands ad Auckland: le due colgono la finale, dove cedono il passo a Hrunčáková/Danilina al super-tiebreak. Dopodiché, Bouzková si ricongiunge con Sorribes Tormo per l'Australian Open e Abu Dhabi: in entrambe le circostanze, escono di scena prematuramente. Assieme alla connazionale Vondroušová, raggiunge la semifinale nel '1000' di Dubai, dove si arrendono a Stefani/Schuurs. Grazie a questa semifinale, Marie fa il suo ingresso nella top-20 del ranking mondiale. Con Sorribes Tormo, ottiene il secondo round a Indian Wells e la semifinale a Bogotà, persa contro Rachimova/Bucşa. Al Roland Garros, dove difendevano i quarti, escono di scena già al secondo turno contro Kostjuk/Ruse. 

## Statistiche WTA

### Singolare

#### Vittorie (2)
| Legenda              |
| -------------------- |
| Grande Slam (0)      |
| Ori Olimpici (0)     |
| WTA Finals (0)       |
| WTA Elite Trophy (0) |
| Dal 2021             |
| WTA 1000 (0)         |
| WTA 500 (0)          |
| WTA 250 (2)          |

| N. | Data           | Torneo                           | Superficie | Avversaria in finale | Punteggio     |
| 1. | 31 luglio 2022 | Livesport Prague Open, Praga     | Cemento    | Anastasija Potapova  | 6–0, 6–3      |
| 2. | 26 luglio 2025 | Livesport Prague Open, Praga (2) | Cemento    | Linda Nosková        | 2-6, 6-1, 6-3 |

#### Sconfitte (6)
| Legenda               | Legenda      |
| --------------------- | ------------ |
| Grande Slam (0)       |              |
| Argenti Olimpici (0)  |              |
| WTA Finals (0)        |              |
| WTA Elite Trophy (0)  |              |
| Dal 2009 al 2020      | Dal 2021     |
| Premier Mandatory (0) | WTA 1000 (0) |
| Premier 5 (0)         | WTA 1000 (0) |
| Premier (0)           | WTA 500 (1)  |
| International (1)     | WTA 250 (4)  |

| N. | Data             | Torneo                             | Superficie  | Avversaria in finale | Punteggio           |
| 1. | 8 marzo 2020     | Abierto GNP Seguros, Monterrey     | Cemento     | Elina Svitolina      | 5–7, 6–4, 4–6       |
| 2. | 19 febbraio 2021 | Phillip Island Trophy, Melbourne   | Cemento     | Dar'ja Kasatkina     | 6–4, 2–6, 2–6       |
| 3. | 27 febbraio 2022 | Abierto Akron Zapopan, Guadalajara | Cemento     | Sloane Stephens      | 5–7, 6–1, 2–6       |
| 4. | 22 ottobre 2023  | Jiangxi Open, Nanchang             | Cemento     | Kateřina Siniaková   | 6–1, 6(5)–7, 6(4)–7 |
| 5. | 7 aprile 2024    | Copa Colsanitas, Bogotà            | Terra rossa | Camila Osorio        | 3-6, 6(5)-7         |
| 6. | 4 agosto 2024    | Mubadala Citi DC Open, Washington  | Cemento     | Paula Badosa         | 1-6, 6-4, 4-6       |

### Doppio

#### Vittorie (6)
| Legenda              |
| -------------------- |
| Grande Slam (0)      |
| Ori Olimpici (0)     |
| WTA Finals (0)       |
| WTA Elite Trophy (0) |
| Dal 2021             |
| WTA 1000 (1)         |
| WTA 500 (0)          |
| WTA 250 (5)          |

| N. | Data            | Torneo                                          | Superficie  | Compagna              | Avversarie in finale                | Punteggio        |
| 1. | 20 giugno 2021  | Viking Classic Birmingham, Birmingham           | Erba        | Lucie Hradecká        | Ons Jabeur Ellen Perez              | 6–4, 2–6, [10–8] |
| 2. | 18 luglio 2021  | Livesport Prague Open, Praga                    | Cemento     | Lucie Hradecká        | Viktória Kužmová Nina Stojanović    | 7–6(3), 6–4      |
| 3. | 24 aprile 2022  | TEB BNP Tennis Championships Istanbul, Istanbul | Terra rossa | Sara Sorribes Tormo   | Natela Dzalamidze Kamilla Rachimova | 6–3, 6–4         |
| 4. | 8 ottobre 2023  | China Open, Pechino                             | Cemento     | Sara Sorribes Tormo   | Chan Hao-ching Giuliana Olmos       | 3–6, 6–0, [10–4] |
| 5. | 15 ottobre 2023 | Hana Bank Korea Open, Seul                      | Cemento     | Bethanie Mattek-Sands | Luksika Kumkhum Peangtarn Plipuech  | 6–2, 6–1         |
| 6. | 28 giugno 2025  | Lexus Eastbourne Open, Eastbourne               | Erba        | Anna Danilina         | Hsieh Su-wei Maya Joint             | 6-4, 7-5         |

#### Sconfitte (3)
| Legenda               | Legenda      |
| --------------------- | ------------ |
| Grande Slam (0)       |              |
| Argenti Olimpici (0)  |              |
| WTA Finals (0)        |              |
| WTA Elite Trophy (0)  |              |
| Dal 2009 al 2020      | Dal 2021     |
| Premier Mandatory (0) | WTA 1000 (0) |
| Premier 5 (0)         | WTA 1000 (0) |
| Premier (0)           | WTA 500 (1)  |
| International (1)     | WTA 250 (1)  |

| N. | Data           | Torneo                     | Superficie  | Compagna              | Avversarie in finale              | Punteggio           |
| 1. | 16 agosto 2020 | Top Seed Open, Lexington   | Cemento     | Jil Teichmann         | Hayley Carter Luisa Stefani       | 1–6, 5–7            |
| 2. | 11 aprile 2021 | Volvo Car Open, Charleston | Terra verde | Lucie Hradecká        | Nicole Melichar Demi Schuurs      | 2–6, 4–6            |
| 3. | 7 gennaio 2024 | ASB Classic, Auckland      | Cemento     | Bethanie Mattek-Sands | Anna Danilina Viktória Hrunčáková | 3-6, 7-6(5), [8-10] |

## Circuito WTA 125

### Singolare

#### Sconfitte (1)
| N. | Data          | Torneo                       | Superficie | Avversaria in finale | Punteggio |
| 1. | 16 marzo 2019 | Abierto Zapopan, Guadalajara | Cemento    | Veronika Kudermetova | 2–6, 0–6  |

## Statistiche ITF

### Singolare

#### Vittorie (12)
| Torneo $100.000 (0) |
| Torneo $80.000 (1)  |
| Torneo $75.000 (0)  |
| Torneo $60.000 (0)  |
| Torneo $50.000 (0)  |
| Torneo $25.000 (3)  |
| Torneo $15.000 (1)  |
| Torneo $10.000 (7)  |

| N.  | Data             | Torneo                                                             | Superficie  | Avversaria in finale  | Score         |
| 1.  | 5 ottobre 2014   | ITF Women's Circuit Hilton Head Island, Hilton Head Island         | Terra verde | Natal'ja Vichljanceva | 7–5, 6–1      |
| 2.  | 21 giugno 2015   | ITF Women's Circuit Grand-Baie, Distretto di Rivière du Rempart    | Cemento     | Lou Brouleau          | 6–3, 6–4      |
| 3.  | 28 giugno 2015   | ITF Women's Circuit Grand-Baie, Distretto di Rivière du Rempart    | Cemento     | Jaeda Daniel          | 7–5, 6–2      |
| 4.  | 5 luglio 2015    | ITF Women's Circuit La Possession, La Possession                   | Cemento     | Ilze Hattingh         | 6–2, 6–3      |
| 5.  | 23 gennaio 2016  | ITF Women's Circuit Petit-Bourg, Petit-Bourg                       | Cemento     | Théo Gravouil         | 6–4, 6–1      |
| 6.  | 21 febbraio 2016 | Morelos Open, Cuernavaca                                           | Cemento     | Lauren Albanese       | 0–6, 6–0, 6–1 |
| 7.  | 15 maggio 2016   | Torneo Internacional De Tenis Femenino "Conchita Martinez", Monzón | Cemento     | Jessika Ponchet       | 6–4, 6–4      |
| 8.  | 12 giugno 2016   | ITF Women's Circuit Puszczykowo, Puszczykowo                       | Cemento     | Valerija Savinych     | 6–2, 6–0      |
| 9.  | 19 febbraio 2017 | Perth Tennis International, Perth                                  | Cemento     | Markéta Vondroušová   | 1–6, 6–3, 6–2 |
| 10. | 12 marzo 2017    | ITF Women's Circuit Orlando, Orlando                               | Terra verde | Victoria Rodríguez    | 7–5, 5–7, 6–0 |
| 11. | 18 marzo 2018    | Women's ITF Irapuato Club de Golf Santa Margarita, Irapuato        | Cemento     | Kristína Kučová       | 6–4, 6–0      |
| 12. | 21 luglio 2019   | President's Cup, Astana                                            | Cemento     | Natalija Kostić       | 6–3, 6–3      |

#### Sconfitte (3)
| Torneo $100.000 (0) |
| Torneo $80.000 (0)  |
| Torneo $75.000 (0)  |
| Torneo $60.000 (0)  |
| Torneo $50.000 (0)  |
| Torneo $25.000 (2)  |
| Torneo $15.000 (0)  |
| Torneo $10.000 (1)  |

| N. | Data            | Torneo                                                          | Superficie  | Avversaria in finale  | Score       |
| 1. | 30 agosto 2015  | KELAG Ladies Open, Pörtschach am Wörther See                    | Terra rossa | Julia Grabher         | 6(5)–7, 1–6 |
| 2. | 14 maggio 2017  | Torneo Internacional de Tenis Femenino Ciudad de Monzón, Monzón | Cemento     | Georgina García Pérez | 1–6, 3–6    |
| 3. | 1º ottobre 2017 | Stillwater Pro Women's Challenger, Stillwater                   | Cemento     | Aleksandra Wozniak    | 5–7, 4–6    |

### Doppio

#### Vittorie (3)
| Torneo $100.000 (0) |
| Torneo $80.000 (1)  |
| Torneo $75.000 (0)  |
| Torneo $60.000 (1)  |
| Torneo $50.000 (0)  |
| Torneo $25.000 (0)  |
| Torneo $15.000 (0)  |
| Torneo $10.000 (1)  |

| N. | Data           | Torneo                                                          | Superficie | Compagna             | Avversarie in finale          | Score               |
| 1. | 20 giugno 2015 | ITF Women's Circuit Grand-Baie, Distretto di Rivière du Rempart | Cemento    | Rosalie van der Hoek | Ilze Hattingh Madrie Le Roux  | 6–3, 7–5            |
| 2. | 14 aprile 2019 | Lale Cup, Istanbul                                              | Cemento    | Rosalie van der Hoek | Ilona Kramen' Iryna Šymanovič | 7–5, 6(2)–7, [10–5] |
| 3. | 20 luglio 2019 | President's Cup, Astana                                         | Cemento    | Vivian Heisen        | Vlada Koval Kamilla Rakhimova | 7–6(8), 6–1         |

## Grand Slam Junior

### Singolare

#### Vittorie (1)
| Tornei del Grande Slam  |
| ----------------------- |
| Australian Open (0)     |
| Open di Francia (0)     |
| Torneo di Wimbledon (0) |
| US Open (1)             |

| N. | Data             | Torneo            | Superficie | Avversaria in finale | Punteggio   |
| 1. | 6 settembre 2014 | US Open, New York | Cemento    | Anhelina Kalinina    | 6–4, 7–6(5) |

### Doppio

#### Sconfitte (1)
| Tornei del Grande Slam  |
| ----------------------- |
| Australian Open (0)     |
| Open di Francia (0)     |
| Torneo di Wimbledon (1) |
| US Open (0)             |

| N. | Data          | Torneo                      | Superficie | Compagna    | Avversarie in finale | Punteggio   |
| 1. | 5 luglio 2014 | Torneo di Wimbledon, Londra | Erba       | Dalma Gálfi | Tami Grende Ye Qiuyu | 2–6, 6(5)–7 |

## Risultati in progressione
| V | F | SF | QF | #T | RR | Q# | A | Z# | PO | O | F-A | SF-B | ND |

(V) Torneo vinto; raggiunto (F) finale, (SF) semifinale, (QF) quarti di finale, (#T) turni 4, 3, 2, 1; (RR) round - robin; (Q#) Turno di qualificazione; (A) assente dal torneo; (Z#) Zona gruppo Coppa Davis/Fed Cup (con indicazione numero); (PO) play-off Coppa Davis o Fed Cup; vinto un (O) oro, (F-A) argento o (SF-B) bronzo ai Giochi Olimpici; (ND) torneo non disputato.

### Singolare
Aggiornato a fine WTA Tour 2023
| Tornei del Grande Slam |               |               |               |               |               |               |               |            |            |
| Australian Open        | A             | Q3            | Q1            | 1T            | 1T            | 2T            | 1T            | 0 / 4      | 1–4        |
| Open di Francia        | A             | Q2            | 1T            | 1T            | 1T            | 2T            | 1T            | 0 / 5      | 1–5        |
| Wimbledon              | Q2            | Q2            | 2T            | ND            | 1T            | QF            | 4T            | 0 / 4      | 8–4        |
| US Open                | Q1            | 1T            | 1T            | 1T            | 1T            | 2T            | 3T            | 0 / 6      | 3–6        |
| Giochi olimpici        |               |               |               |               |               |               |               |            |            |
| Giochi olimpici        | Non disputati | Non disputati | Non disputati | Non disputati | A             | Non disputati | Non disputati | 0 / 0      | 0–0        |
| WTA 1000               |               |               |               |               |               |               |               |            |            |
| Indian Wells           | Assente       | Assente       | Q1            | ND            | 1T            | 3T            | 2T            | 0 / 3      | 3–3        |
| Miami                  | Assente       | Assente       | Q2            | A             | 1T            | 2T            | 3T            | 0 / 3      | 3–3        |
| Madrid                 | Assente       | Assente       | Assente       | Assente       | 1T            | 3T            | 3T            | 0 / 3      | 4-3        |
| Pechino                | Assente       | Assente       | Q2            | Assente       | Assente       | Assente       | 1T            | 0 / 1      | 0–1        |
| Doha / Dubai[1]        | Assente       | Assente       | Assente       | Assente       | Assente       | Assente       | 2T            | 0 / 1      | 1–1        |
| Roma                   | Assente       | Assente       | Assente       | 2T            | A             | A             | 4T            | 0 / 2      | 4–2        |
| Montréal / Toronto     | Assente       | Assente       | SF            | A             | 1T            | 1T            | 3T            | 0 / 4      | 6–4        |
| Cincinnati             | Assente       | Assente       | Assente       | 3T            | Q2            | 2T            | QF            | 0 / 3      | 6–3        |
| Wuhan                  | Assente       | Assente       | 2T            | Non disputato | Non disputato | Non disputato | Non disputato | 0 / 0      | 0–0        |
| Carriera               |               |               |               |               |               |               |               |            |            |
| Tornei giocati         | 2             | 3             | 10            | 12            | 21            | 17            | 24            | 89         | 89         |
| Titoli                 | 0             | 0             | 0             | 0             | 0             | 1             | 0             | 1          | 1          |
| Finali                 | 0             | 0             | 0             | 1             | 1             | 2             | 1             | 5          | 5          |
| Totale V–S             | 0–2           | 1–3           | 9–10          | 14–11         | 15-20         | 30-16         | 29-23         | 98–85      | 98–85      |
| Vittorie %             | 0%            | 25%           | 47%           | 56%           | 43%           | 65%           | 56%           | 54%        | 54%        |
| Ranking di fine anno   | 187           | 142           | 54            | 51            | 89            | 26            | 34            | $4.310.862 | $4.310.862 |

Note
- 1 Il Dubai Tennis Championships e il Qatar Ladies Open di Doha si scambiano frequentemente lo status tra evento Premier ed evento Premier 5.

## Vittorie contro giocatrici Top 10
| Stagione | 2019 | 2020 | 2021 | 2022 | 2023 | 2024 | Totale |
| Vittorie | 3    | 0    | 1    | 2    | 4    | 1    | 11     |

| #    | Giocatrice          | Ranking | Evento                           | Superficie  | Turno | Punteggio        | Rank. MBR |
| ---- | ------------------- | ------- | -------------------------------- | ----------- | ----- | ---------------- | --------- |
| 2019 |                     |         |                                  |             |       |                  |           |
| 1.   | Sloane Stephens     | 8       | Canadian Open, Toronto           | Cemento     | 2T    | 6–2, 7–5         | 91        |
| 2.   | Simona Halep        | 4       | Canadian Open, Toronto           | Cemento     | QF    | 6–4, rit.        | 91        |
| 3.   | Elina Svitolina     | 3       | Guangzhou Open, Guangzhou        | Cemento     | 2T    | 6–4, 4–3 rit.    | 63        |
| 2021 |                     |         |                                  |             |       |                  |           |
| 4.   | Bianca Andreescu    | 9       | Phillip Island Trophy, Melbourne | Cemento     | SF    | 6(9)–7, 6–2, 7–5 | 50        |
| 2022 |                     |         |                                  |             |       |                  |           |
| 5.   | Karolína Plíšková   | 7       | Madrid Open, Madrid              | Terra rossa | 1T    | 6–4, 7–5         | 77        |
| 6.   | Danielle Collins    | 8       | Torneo di Wimbledon, Londra      | Erba        | 1T    | 5–7, 6–4, 6–4    | 66        |
| 2023 |                     |         |                                  |             |       |                  |           |
| 7.   | Coco Gauff          | 5       | Internazionali d'Italia, Roma    | Terra rossa | 3T    | 4–6, 6–2, 6–2    | 38        |
| 8.   | Caroline Garcia (1) | 5       | Torneo di Wimbledon, Londra      | Erba        | 3T    | 7–6(0), 4–6, 7–5 | 33        |
| 9.   | Caroline Garcia (2) | 6       | Canadian Open, Montréal          | Cemento     | 2T    | 6–4, 4–6, 6–2    | 37        |
| 10.  | Jessica Pegula      | 3       | Cincinnati Open, Cincinnati      | Cemento     | 3T    | 6–4, 6–0         | 35        |
| 2024 |                     |         |                                  |             |       |                  |           |
| 11.  | Aryna Sabalenka     | 3       | Washington Open, Washington      | Cemento     | SF    | 6-4, 3-6, 6-3    | 43        |